# IPad (2019)
De iPad die op 10 september 2019 door Apple Inc. werd aangekondigd is de zevende generatie uit de originele iPad-serie. Deze iPad beschikt over een schermdiagonaal van 26 cm (10,2 inch) en is de opvolger van de iPad uit 2018. De zevende generatie iPad beschikt onder andere over de Apple A10 Fusion-processor en ondersteunt de eerste generatie Apple Pencil en Apple Smart Keyboard. Deze iPad is voornamelijk toegespitst voor gebruik in het onderwijs, vanwege zijn lage instapprijs.
De zevende generatie iPad is de eerste generatie van de originele iPad-serie die over een 10,2-inch scherm beschikt. Alle voorgaande modellen hebben een 9,7-inch scherm.